# Koloratka tanzańska
Koloratka tanzańska (Sheppardia aurantiithorax) – gatunek ptaka z rodziny muchołówkowatych (Muscicapidae). Występuje endemicznie na niewielkim obszarze górskich lasów wschodniej Tanzanii na wysokości około 1800–2200 m n.p.m. Został naukowo opisany w 2004 roku. Pierwszego osobnika odłowiono w sieć ornitologiczną w 1989 roku, jednak został wówczas uznany za przedstawiciela Sheppardia lowei (koloratka oliwkowa).
Status
IUCN nieprzerwanie od 2008 roku uznaje koloratkę tanzańską za gatunek zagrożony (EN, Endangered) ze względu na postępującą utratę i fragmentację jej siedlisk. Liczebność populacji nie została oszacowana, ale ptak ten jest opisywany jako dość pospolity. Trend liczebności populacji uznawany jest za spadkowy.